# Гродненський (зупинний пункт)
Зупинний пункт Гродненський — не діючий (станом на 2024 рік) зупинний пункт приміських потягів на залізничному напрямі Харків-Льгов поблизу сіл Орловське і Погребки на території Суджанського району Курської області, перегін Локинська-Льгов.
Був відкритий у 1930 році як залізничний роз'їзд із зупинкою тут потягів пасажирського сполучення, в 1970-х роках переведений в категорію зупинних пунктів приміських потягів без колійного розвитку, в якій перебував до 2013 року включно.